# Petro Mykołenko
Petro Mykołenko, ps. Bajda, 377 (ur. 20 lutego 1921 w Berezowej Łuce koło Hadziacza, zm. 1 stycznia 1979 w Detroit) – ukraiński dowódca, major UPA.

## Życiorys
Używał również nazwiska Mykoła Sawczenko. Był porucznikiem Armii Czerwonej, w czasie odwrotu w 1941 pozostał w rodzinnych stronach. W 1942 zmobilizowany do pomocniczych oddziałów Wehrmachtu. W końcu 1943 zgłosił się do UPA w Karpatach. W 1944 utworzył sotnię UPA „Schidniakiw”, rozbitą przez NKWD jesienią 1944 w okolicach Czarnego Lasu. Do 1946 był adiutantem „Rena”. W latach 1946–1947 dowódcą przemyskiego kurenia UPA, a następnie bieszczadzkiego kurenia UPA, jak również zastępcą dowódcy 26 Odcinka Taktycznego UPA.
W sierpniu 1947 przedostał się na Zachód. W latach 1948–1950 dowodził wszystkimi ocalałymi partyzantami UPA na Zachodzie. W 1950 wyemigrował do USA.